# Echoes, Silence, Patience and Grace
Echoes, Silence, Patience and Grace je šesté řadové album americké rockové skupiny Foo Fighters. Album vyšlo 25. září 2007 a  produkoval jej Gil Norton, který už se skupinou spolupracoval na albu The Colour and the Shape.

## Seznam skladeb
| Pořadí | Název                                    | Délka |
| ------ | ---------------------------------------- | ----- |
| 1.     | The Pretender                            | 4:29  |
| 2.     | Let It Die                               | 4:05  |
| 3.     | Erase/Replace                            | 4:12  |
| 4.     | Long Road to Ruin                        | 3:44  |
| 5.     | Come Alive                               | 5:10  |
| 6.     | Stranger Things Have Happened            | 5:20  |
| 7.     | Cheer Up, Boys (Your Make Up Is Running) | 3:40  |
| 8.     | Summer's End                             | 4:37  |
| 9.     | Ballad of the Beaconsfield Miners        | 2:31  |
| 10.    | Statues                                  | 3:47  |
| 11.    | But, Honestly                            | 4:35  |
| 12.    | Home                                     | 4:52  |

### Ballad of the Beaconsfield Miners
Tato skladba je instrumentální a je věnována dvěma horníkům z Austrálie, kteří byli v roce 2006 zavaleni v australském dole Beaconsfield. Když se s nimi spojila skupina záchranářů, horníci kromě jídla a oblečení požádali také o iPod s (v té době nejnovější) deskou Foo Fighters In Your Honor. Když se o této zprávě dozvěděl frontman kapely Dave Grohl, poslal horníkům zprávu, kde bylo napsáno, že až se z toho dostanou, bude pro každého z nich připraven lístek na jakýkoli koncert Foo Fighters a dvě vychlazená piva, která si společně vypijí. Horníky se podařilo zachránit a v září navštívil jeden z nich koncert v Sydney. Potom mu Dave slíbil, že o nich napíše písničku a dá ji na příští album, což také dodržel.

## Nástrojové obsazení

### Foo Fighters
- Dave Grohl – zpěv, kytara, piano v "Summer´s End", "Statues" a "Home"
- Taylor Hawkins – bicí, piano v "Summer´s End", zpěv (doprovodné vokály) v "Erase/Replace", "Cheer Up Boys (Your Make Up Is Running)" a "But Honestly"
- Nate Mendel – baskytara
- Chris Shiflett – kytara

### Hosté
- Drew Hester – perkuse v "Come Alive", "Let It Die", "Cheer Up Boys (Your Make Up Is Running)", "Long Road to Ruin" a "Summer's End"
- Rami Jaffee – klávesy v "Let It Die", "Erase/Replace", "Long Road to Ruin", "Come Alive" a "But, Honestly", akordeon v "Statues"
- Brantley Kearns Jr. – housle v "Statues"
- Kaki King – kytara "Ballad of the Beaconfield Miners"
- Pat Smear – kytara v "Let It Die"
- The Section Quartet – smyčce